# Megachile othona
Megachile othona är en biart som beskrevs av Cameron 1901. Megachile othona ingår i släktet tapetserarbin, och familjen buksamlarbin. Inga underarter finns listade i Catalogue of Life.